# Lijst van burgemeesters van Broek, Thuil en 't Weegje
Dit is een lijst van burgemeesters van de voormalige Nederlandse gemeente Broek, Thuil en 't Weegje in de provincie Zuid-Holland.
| Ambtsperiode        | Naam burgemeester                         | Bijzonderheden                                                                        |
| ------------------- | ----------------------------------------- | ------------------------------------------------------------------------------------- |
| 1 april 1817 - 1823 | Willem Blok                               | schout                                                                                |
| 1823 - 1849         | Nicolaas IJzendoorn                       | tot 1825 schout                                                                       |
| 1850 - 1864         | Mr. Albertus (A.A.) van Bergen IJzendoorn | vanaf 1852 tot 1854 tevens burgemeester van Noord-Waddinxveen en van Zuid-Waddinxveen |
| 1864- 1 juli 1870   | Gerret Willem Christiaan van Dort Kroon   |                                                                                       |